# Trávnice (odbojová skupina)

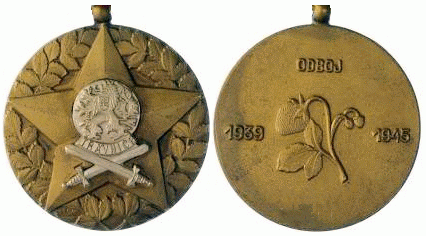
Pamětní medaile odbojové skupiny Trávnice

Trávnice byla ilegální vojenská odbojová (povstalecká) skupina založená v roce 1944. Jejími zakladateli byli štábní kapitán Adam Wohlrath a podporučík v záloze Ing. Alois Kraus. Skupina působila převážně ve Vršovicích a Nuslích; měla spojení s menšími odbojovými povstaleckými skupinami v Hostivaři, Chodově, Řevnicích, Kunraticích a Uhříněvsi. Během pražského květnového povstání 1945 splnila skupina Trávnice svoje vymezené regionální bojové úkoly a své odbojové poslání dobře. Po skončení druhé světové války byla úloha povstalecké skupiny Trávnice v éře komunistické historiografie silně bagatelizována a někdy i zcela popírána.

## Před pražským povstáním
Těsně před vypuknutím pražského květnového povstání 1945 se velení skupiny Trávnice kontaktovalo se skupinami "Alex" a "Bartoš". Dne 4. května 1945 proběhlo na ministerstvu financí  jednání o zapojení pražských povstaleckých skupin, které byly součástí ilegální organizace Trávnice, do celkové sestavy Vojenského velitelství Velké Prahy Bartoš. Jednání proběhlo mezi podplukovníkem generálního štábu Františkem Bürgerem a velitelem Trávnice štábním kapitánem Adamem Wohlrathem. Po krátkém jednání však k dohodě o zapojení Trávnice pod Velitelství "Bartoš" nedošlo. I když Trávnice dávala k dispozici několik set bojeschopných mužů, důvěru Františka Bürgera si nezískala. Svoji roli zde sehrály nejen Bürgerovy obavy před možnou provokací ze strany gestapa, ale i příliš rychlý vývoj revolučních událostí.

## Velitelé a složky Trávnice
Ilegální skupinu Trávnice před pražským povstáním tvořily tři skupiny:
- Krausova skupina a Vršovická oblast (oběma velel Adam Wohlrath),
- oblast Holešovic (té velel kapitán letectva Stanislav Engler),
- skupina pod velením štábního kapitána pěchoty Františka Horkého.

Během povstání zastával funkci "vojenského poradce velitele" podplukovník pěchoty Boris Palička. Jako zástupce velitele Trávnice v průběhu pražského povstání pak fungoval štábní kapitán pěchoty František Horký.

## Trávnice v pražském povstání
V sobotu dne 5. května 1945 (po vypuknutí povstání) se na dvoře fary u kostela svatého Jakuba ve středu Prahy soustředila nejsilnější složka Trávnice (tzv. "pohyblivá záloha"). Uskupení čítalo asi 180 mužů a jeho velitelem byl podporučík v záloze Ing. Alois Kraus. Jednotka se později přesunula do prostoru vršovického nádraží.
Ještě 5. května 1945 odzbrojili povstalci na vršovickém nádraží sanitní vlak Wehrmachtu. Tím získali poměrně velké množství zbraní. Tyto pak byly použity při bojích v Michli, Nuslích a na Pankráci.

### Vršovické nádraží
Na vršovickém nádraží  již v předstihu dojednal Adam Wohlrath s přednostou nádraží vrchním inspektorem R. Hladíkem, že na nádraží bude sídlit (po dobu povstání) velitelství Trávnice. To bylo zřízeno 5. května 1945 ve 22.00 hodin v místnostech ČSD a okamžitě začalo podchycovat spontánně probíhající akce železničářů a lidových dobrovolníků, kteří se aktivovali na tomto úseku. Ihned byly formovány jednotky dobrovolníků, které formálně podléhaly Trávnici. Dobrovolníci byli vyzbrojováni a dostalo se jim základního bojového výcviku. Tomuto úseku velel osobně Adam Wohlrath.

### Odbojová skupina ETA
Na konci druhé světové války vznikla v továrně ETA  (dislokované v těsné blízkosti vršovického nádraží na katastru Nuslí) povstalecká skupina. Ta zasáhla během pražského povstání nezanedbatelnou měrou do bojů ve svém okolí. Její příslušníci totiž sestavili dva (pramen  uvádí počet tři) improvizované povstalecké "obrněnce":
- Nákladní automobil Ford osazený ukořistěným německým rychlopalným tříhlavňovým malorážním protiletadlovým dělem[3] (k tomuto kanonu se v továrně ETA během války vyvíjela elektronika) a
- polopásový německý transportér Maultier (vybavený taktéž rychlopalným tříhlavňovým kanónem).

Obě vozidla v rukou povstalců představovala poměrně velkou palebnou sílu. Geografická blízkost nedalekého vršovického nádraží a továrny ETA logicky vyústila v provázání odbojové činnosti skupiny ETA s povstaleckým velitelstvím Trávnice.

### Povstalecké obrněné vlaky
Povstalečtí zbrojíři Trávnice spolu s dělníky z vršovického závodu ETA postupně vytvořili (nebo přestavěli) ve Vršovicích celkem osm souprav improvizovaných obrněných vlaků. Vlaky byly vytvářeny přestavbou ukořistěných německých vlaků, které dobyli povstalci na různých místech Prahy.  Vlaky měly svoje symbolická jména a svoje velitele:
Na vršovickém nádraží povstalci získali tyto vlakové soupravy:
- Praha (velel: poručík dělostřelectva Zdeněk Šmucr)
- Moskva (velel: nadporučík pěchoty v záloze Josef Kvíz / poručík dělostřelectva Otto Rozsíval)
- Vršovice (velel: poručík dělostřelectva K. Chrášťanský)
- Orlík I (velel: poručík Ing. Jiří Waldheger).

Na trati mezi Hostivaří a Uhříněvsí získali povstalci tři vlaky:
- Žižka (velel: podporučík dělostřelectva v záloze dr. Zd. Lukeš + rotný František Kulhánek)
- Libuše (velel: podporučík v záloze Václav Hatan)
- Uhříněves (velel: poručík dělostřelectva Otto Rozsíval)

a na smíchovském nádraží pak:
- Smíchov (velel: poručík dělostřelectva Ing. Josef Jiroušek).

Operační činnost vlaků koordinoval štábní kapitán dělostřelectva Otomar Hrdina. Vlaky se chránily dodatečně přidávanými pancéřovými pláty. Palebně byly vlaky vyzbrojovány většinou ukořistěnými německými protiletadlovými rychlopalnými kanóny ráže 30 mm a trojhlavňovými velkorážními kulomety (ráže 15 - 22 mm). Palebné prostředky vlaků byly umístěny v betonových skružích na plošinových vagonech. Tyto vlaky pak operovaly v úseku vršovického nádraží a zasáhly i do bojů na jiných místech celé pražské povstalecké jihovýchodní fronty (ve Vršovicích, Nuslích, Michli a na Spořilově).
Tyto obrněné vlaky po skončení druhé světové války popisoval Adam Wohlrath těmito slovy:
Vlaky měly většinou po dvou bojových vozech, vyzbrojených rychlopalnými protiletadlovými děly ráže 30 mm a protiletadlovými tří až čtyř hlavňovými kulomety ráže 22mm, umístěnými v betonových věžích na plochých železničních vozech. Byly k nim přiděleny kryté i otevřené vozy pro obsluhu, úderné čety a skladiště munice. Velitelé vlaků iniciativně starali se o obrnění všech vozů, které bylo zlepšováno v každé volné chvíli. Stěny vozů byly obloženy pražci a ocelovými 1 cm tlustými deskami, které byly nalezeny na nádraží ve velkém množství.
Adam Wohlrath, popis povstaleckých vlaků, 
Ve dnech 9. až 11. května 1945 doprovázely tyto obrněné vlaky z vršovického nádraží první osobní vlaky z Prahy do Tábora, Plzně a dalších míst republiky. Osádky těchto obrněných vlaků se na mnoha místech ještě střetly s tlupami příslušníků SS a v boji je rozprášily.

## Zhodnocení významu Trávnice a její poválečný osud
Svoje vymezené místní poslání během pražského povstání skupina Trávnice splnila úspěšně. Po skončení druhé světové války začalo velení Trávnice budovat rozsáhlou písemnou agendu. (V odbojářském archivním fondu 37 zaujímá objem této agendy téměř 900 listů.) Navíc velení Trávnice nekriticky nadsazovalo svůj odbojový a povstalecký význam a někteří jeho členové si po válce začali přivlastňovat nepřiměřené velitelské zásluhy. Mezi členy Trávnice byly i některé pochybné existence. Tyto uvedené skutečnosti vedly později prověřovací odbojářské orgány k tvrdým zásahům proti Trávnici, což vedlo i k tomu, že za komunistického režimu byla činnost Trávnice bagatelizována a ve finále pak zcela popírána. Souviselo to i se skutečností, že většina členů velitelského sboru byla nekomunisticky orientována.